# 하동 운암리 관어재 김중원 관련 유물
하동 운암리 관어재 김중원 관련 유물(河東 雲岩里 觀魚齋 金重元 關聯 遺物)은 대한민국 경상남도 하동군 양보면 운암리에 있는 조선시대의 김중원 관련 유물이다. 2010년 10월 7일 경상남도의 문화재자료 제511호로 지정되었다.

## 개요
하동 운암리 관어재 김중원 관련 유물(河東雲岩里觀魚齋金重元關聯遺物)은 고종 때 호조판서에 증직되면서 조정으로부터 하사받은 조총(鳥銃)과 운검(雲劍) 및 그의 문집 등 3점으로 구성되어 있다. 운검은 『세종실록(世宗實錄)』의 오례 조에 보면, “그 칼집은 어피(魚皮)로써 싸고, 칠은 주홍색(朱紅色)을 사용하고, 장식은 백은(白銀)을 사용하며, 홍도수아(紅絛穗兒)로써 드리우고, 띠는 가죽을 사용한다.”고 되어 있다. 김중원의 운검은 장도(長刀)이며, 문집인 『퇴장암유집(退藏庵遺集)』은 2권 1책으로 크기는 27cm이다.

## 참고 자료
- 하동 운암리 관어재 김중원 관련 유물 - 국가유산청 국가유산포털